# Oh, Kay! (film)
Oh, Kay! è un film muto del 1928 diretto da Mervyn LeRoy.
La sceneggiatura di Carey Wilson è basata sull'adattamento di Elsie Janis del musical Oh, Kay! scritto due anni prima da Guy Bolton e P.G. Wodehouse (libretto), George Gershwin (musica), Ira Gershwin e Howard Dietz (testi).

## Trama
Alla vigilia delle nozze con lo scolorito Lord Braggot, Kay Rutfield, una giovane aristocratica inglese, si sente depressa: per tirarsi su e non pensare al matrimonio imminente, sale sul suo sloop e prende il mare. Ma, sull'oceano si scatena una tempesta e la barca su cui si trova la ragazza sta per affondare. Kay viene salvata da un'imbarcazione di contrabbandieri che, provvidenzialmente, si trova a passare di là. Il problema è che la nave, con il suo carico di alcool che serve a rifornire il mercato degli Stati Uniti proibizionisti, è diretta in America.
Quando la nave getta l'ancora a Long Island, Kay scappa sulla terraferma. Inseguita da un detective, Jansen, che l'ha scambiata per un contrabbandiere, trova rifugio nella ricca casa di Jimmy Winter. Anche Jimmy è alla vigilia delle nozze. Ritornato inaspettatamente a casa, vi trova quella sconosciuta. Kay, per sfuggire a Jansen, chiede al padrone di casa di ospitarla per la notte, facendola passare per sua moglie. Anche uno dei contrabbandieri, Shorty, che si finge il maggiordomo, si trova nella residenza, dove ha nascosto parte del liquore di contrabbando. Alla fine, Jimmy e Kay scopriranno di essersi innamorati l'uno dell'altra e la cerimonia organizzata celebrerà il loro matrimonio. Shorty, invece, se ne andrà portandosi via il suo liquore.

## Produzione
Il film fu prodotto dalla First National Pictures. Venne girato in California, nell'isola di Catalina.

## Distribuzione
Distribuito dalla First National Pictures, uscì nelle sale cinematografiche statunitensi il 26 agosto 1928.
Copia della pellicola si trova conservata negli archivi di Amsterdam dell'EYE Film Institute Netherlands